# Waiern
Waiern ist eine Ortschaft der Stadtgemeinde Feldkirchen in Kärnten in Österreich. Die Katastralgemeinde gleichen Namens umfasst elf weitere zu Feldkirchen gehörige Ortschaften.
Als in Österreich 1849 die politischen Gemeinden gebildet wurden, wurde Waiern in die Großgemeinde Feldkirchen eingegliedert. Die Größe dieser Gemeinde sowie die Dominanz des Marktes Feldkirchen innerhalb dieses Gebildes veranlasste in den folgenden Jahren zunächst Steuerberg und anschließend auch Waiern, eine eigenständige Gemeinde zu bilden: Der Poitschacher Land- und Gastwirt Franz Huber erreichte als Landtagsabgeordneter, dass die Katastralgemeinden Tschwarzen, Rabensdorf, St. Ulrich und Waiern sich 1894 von Feldkirchen loslösen und eine eigene Gemeinde bilden konnten. Huber war anschließend bis zu seinem Tod 1920 erster Bürgermeister von Waiern. Die Selbständigkeit Waierns währte bis 1963. Per Landtagsbeschluss (mit nur einer Stimme Mehrheit) und gegen den Willen der Bevölkerung wurde das Gemeindegebiet zum 1. Jänner 1964 wieder nach Feldkirchen eingemeindet.
In Waiern befindet sich ein öffentliches Krankenhaus, das von der Diakonie de La Tour betrieben wird und dessen Schwerpunkt die psychosomatische Medizin ist. Weiters befindet sich auch eine geriatrische sowie eine Abteilung für Innere Medizin im Haus. Die Diakonie de La Tour ist, mit ihren rund 700 Beschäftigten (davon rund 130 im Krankenhaus) am Standort Waiern, der größte Arbeitgeber der Stadtgemeinde Feldkirchen.

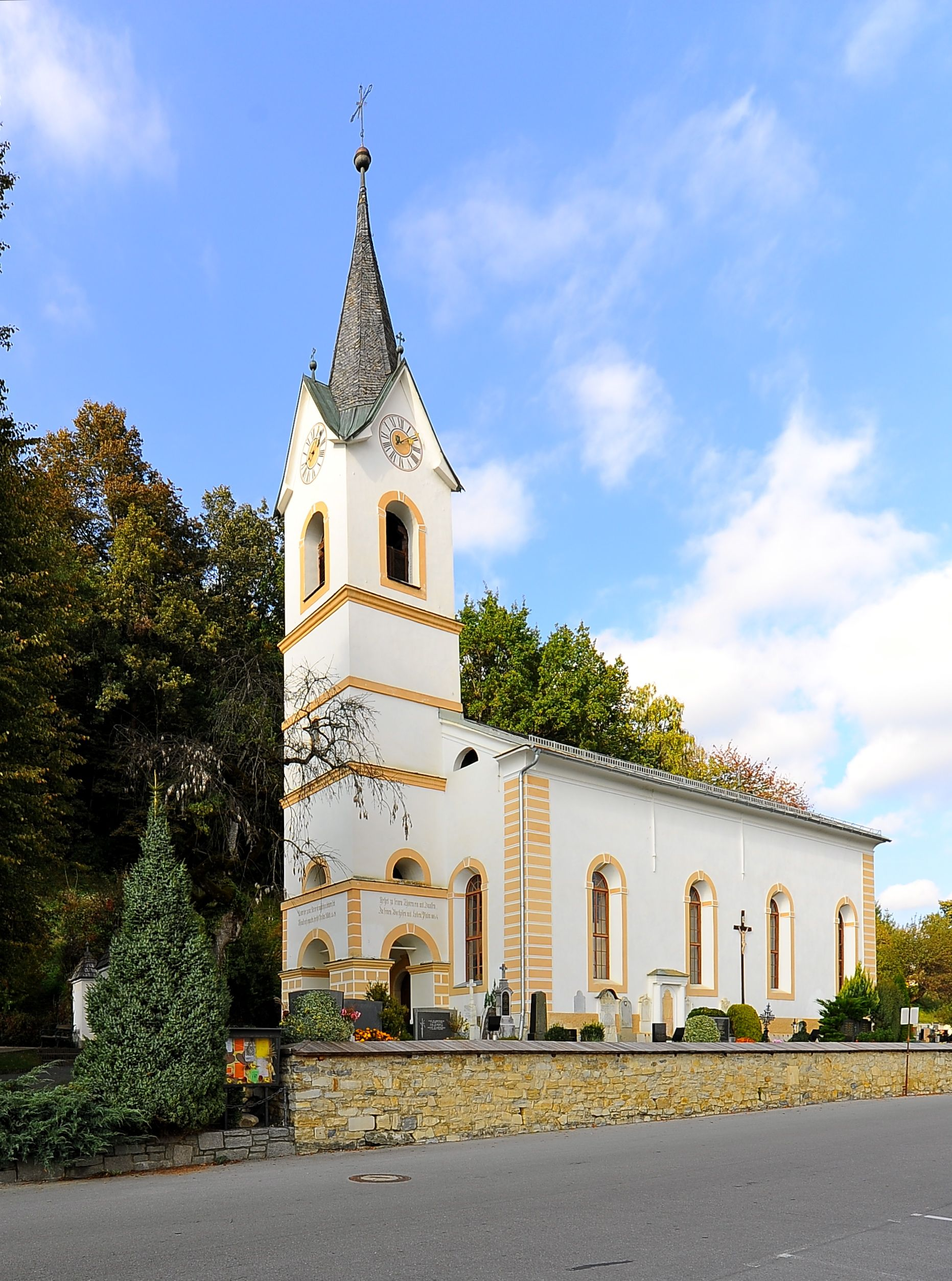
Evangelische Pfarrkirche Waiern

Unweit des Krankenhauses befindet sich die 1852/53 erbaute evangelische Kirche, ein großer historistischer Bau mit stark eingezogener Rundapsis und vorgestelltem Turm.
In St. Stefan ob Waiern, westlich der Turracher Straße, befindet sich die Tschachitscher Kirchenruine.

## Persönlichkeiten
- Franz Huber (1856–1920), Bürgermeister und Ehrenbürger von Waiern
- Gottfried Meir (1911–1970), SS-Untersturmführer
- Reinhold Durnthaler (1942–2017), Bobfahrer
- Wolfgang Neumann (* 1945), Opernsänger
- Ludwig Rader (* 1948), Politiker
- Arnulf Rohsmann (1952–2024), Kunsthistoriker, Ausstellungskurator und langjähriger Leiter der Kärntner Landesgalerie
- Hansjörg Lein (* 1953), evangelisch-lutherischer Pfarrer, Superintendent in Wien
- Walter Knaller (* 1957), Fußballspieler
- Gabriele Schmölzer (* 1961), Juristin und Kriminologin